# Elmont
Elmont è un census-designated place (CDP) degli Stati Uniti d'America, situato nello stato di New York, nella contea di Nassau.
Nell'ippodromo della cittadina si svolge l'Empire Classic Handicap.